# Amberiana
Amberiana – rodzaj pluskwiaków z podrzędu różnoskrzydłych i rodziny Dinidoridae, jedyny z monotypowego plemienia Amberianini. Obejmuje dwa opisane gatunki. Oba są endemitami Madagaskaru.

## Morfologia
Pluskwiaki o ciele długości od 8,8 do 14,5 mm i szerokości od 5,3 do 9,7 mm.
Głowa jest niewiele dłuższa niż u podstawy szeroka, ubarwiona żółtawobrązowo z czarniawobrązowymi łatami między oczami. Przednia krawędź głowy jest zaokrąglona, boczne zaś sinusoidalne. Przedustek jest wolny, tak długi jak przyustki lub od nich dłuższy. Policzki (bukule) pozbawione są płatowatych rozszerzeń. Oczy złożone są okrągłe, mocno wystające poza obrys głowy, ubarwione czarniawobrązowo. Dwa przyoczka są żółte, pomarańczowe lub żółtawobrązowe. Odległość między przyoczkami jest od 2 do 2,5 raza większa niż odległość między przyoczkiem a brzegiem oka złożonego. Czułki u A. major zbudowane są z czterech, a u A. montana z pięciu członów. Pierwszy ich człon nie sięga poza wierzchołek głowy, a drugi jest bardzo mały. Wszystkie człony porastają włosowate szczecinki. Długą i smukłą, sięgającą co najmniej do czwartego segmentu odwłoka kłujkę budują cztery człony.
Przedplecze jest u nasady około dwukrotnie szersze niż pośrodku długie, znacznie szersze od głowy, ubarwione jasnożółtobrązowo z czarniawobrązowymi łatami i kropkami. Przednia krawędź przedplecza jest wklęsła, zaś boki płatowato rozszerzone w paranota – silniej w połowie przedniej i słabiej w tylnej. Kąty tylne przedplecza są lekko uwydatnione. Tarczka jest ubarwiona tak jak przedplecze, krótka, dochodząca prawie do połowy długości odwłoka, na wierzchołku zaokrąglona. Półpokrywy mają żółtobrązowe z czarniawymi znakami, dłuższe od tarczki przykrywki oraz nieprzekraczające wierzchołka odwłoka zakrywki o ubarwieniu jasnobrązowym do brązowego z ciemnobrązowym, siateczkowatym użyłkowaniem. Środkiem śródpiersia biegnie podłużny rowek. Między poszczególnymi parami bioder znajdują się przerwy. Odnóża są żółtawobrązowe z czarniawobrązowym obrączkowaniem na udach i goleniach oraz z brązowymi stopami, zbudowanymi z trzech członów, z których drugi jest bardzo mały.
Odwłok ma odsłonięte, dobrze od góry widoczne listewki brzeżne o segmentach z czarnymi plamami i mocno wystającymi kątami tylno-bocznymi. Spód odwłoka jest jasnobrązowy lub żółtobrązowy z czarniawobrązowym do czarnego plamkowaniem i nakrapianiem. Przetchlinki na pierwszym z widocznych sternitów odwłoka zasłonięte są przynajmniej częściowo przez zapiersie.

## Występowanie
Rodzaj endemiczny dla Madagaskaru. Znany jest nauce z zaledwie 10 okazów odłowionych na czterech stanowiskach w północnej i wschodniej części wyspy. Lokalizacje typowe obu gatunków znajdują się w paśmie Montagne d'Ambre.

## Taksonomia
Rodzaj i gatunek typowy opisane zostały po raz pierwszy w 1911 roku przez Williama Lucasa Distanta. Nazwa rodzajowa pochodzi od pasma Montagne d'Ambre i przylądka Cap d'Ambre na Madagaskarze, gdzie odłowiono materiał typowy gatunku typowego. Drugi gatunek opisany został w rok później przez Henriego Schoutedena z tych samych gór. Redeskrypcji obu gatunków dokonał w 1990 roku Jerzy Adrian Lis.
Do rodzaju tego należą:
- Amberiana major Schouteden, 1912
- Amberiana montana Distant, 1911

Pozycja tego rodzaju na drzewie rodowym tarczówek jest niepewna. Distant w 1911 roku zaliczył go do grupy Halyaria, odpowiadającej obecnie wyróżnianemu plemieniu Halyini w podrodzinie Pentatominae w obrębie tarczówkowatych. Schouteden w 1911 roku przeniósł go do podrodziny Dinidorinae, odpowiadającej obecnym Dinidoridae. W monografii madagaskarskich tarczówek Pierre Cachan również sklasyfikował go w Dinidorinae. W 1955 roku Dinidorinae wyniesione zostały do rangi rodziny przez Dennisa Lestona. W 1987 roku P.S.S. Durai opublikował monografię Dinidoridae, w której podzielił Dinidorinae na plemiona Dinodorini i Thalmini, i w której pominął rodzaj Amberiana. W 1990 roku rodzaj ów umieszczony został w plemieniu Dinidorini przez Jerzego A. Lisa, a w 1996 roku klasyfikację taką przyjęli Lawrence Hubert Rolston i współpracownicy w katalogu światowej fauny Dinidoridae. W 2015 roku Jerzy A. Lis i współpracownicy opublikowali wyniki molekularnej analizy filogenetycznej, według których Amberiana jest najbliżej spokrewniona z rodzajem Sehirus z rodziny ziemikowatych, a dalej z rodziną Parastrachiidae. Ze względu na posiadanie jednak przez omawiany rodzaj kluczowych cech morfologicznych Dinidoridae autorzy ci zdecydowali się jedynie na umieszczenie go w monotypowym plemieniu Amberianini, pozostawiając go w podrodzinie Dinidorinae.